# Weeping Water (Nebraska)
Weeping Water est une ville américaine située dans le Comté de Cass, au Nebraska. Selon le recensement de 2010, sa population est de 1 050 habitants.